# Tillid
Tillid eller tiltro er en følelse og er dét fænomen, som viser sig ved, at et individ har en forventning om eller tro på, at et andet individ er pålideligt. På græsk og oldnordisk er ordet for (til)lid det samme som (til)tro.
Ifølge K.E. Løgstrup er menneskers tillid medfødt, hvorimod mistillid læres under opvæksten.
I sociologien beskriver tillid en relation mellem aktører (fx en person eller virksomhed). Tillid handler først og fremmest om en social aktørs suspenderingen af tvivl overfor en anden aktør eller en ide, dvs. det at en aktør godtager en anden aktør, eller en anden aktørs ide, som gangbar, kompetent, god, ærlig eller sand.
Tilliden kan siges at have i hvert fald tre funktioner i det sociale rum. Den gør sociale handlinger forudsigelige, den skaber en fornemmelse af sammenhørighed og den gør det nemmere for personer at arbejde sammen.
Ifølge Gert Tinggaard Svendsen, som er professor i statskundskab ved Århus Universitet, har danskernes høj tillid til hinanden. Kontrol koster meget, men har man i et samfund gensidigt tillid til hinanden, kan meget kontrol spares. Gert Tinggaard Svendsen har på den baggrund omskrevet Lenins frase: "tillid er godt, men kontrol er bedre" til "kontrol er godt, men tillid er billigere".

Et eksempel på danskernes høje tillid i praksis er, at det i Danmark normalt kan svare sig at lave uovervåget vejsalg fra vejboder - eller tillidsstativer.
Ifølge et speciale af Maria Emilie Arup fra Århus Universitet, har vestjyder i Ringkøbing-Skjern Kommune den højeste tillid i Danmark til fremmede (91%), i forhold til landsgennemsnittet på 76%.